# So Yesterday
So Yesterday is een nummer van de Amerikaanse zangeres Hilary Duff uit 2003. Het is de eerste single van haar tweede studioalbum Metamorphosis.
Het nummer werd vooral in West-Europa een hit. In de Amerikaanse Billboard Hot 100 haalde het een bescheiden 42e positie. In de Nederlandse Top 40 behaalde het de 5e positie, en in de Vlaamse Ultratop 50 de 11e.